# 1,1,2-Trichloroéthane
Le 1,1,2-Trichloroéthane, ou 1,1,2-TCA, est un solvant organochloré. Il est incolore et il a une odeur douceâtre.
Il est utilisé comme solvant et comme un intermédiaire dans la synthèse du 1,1-Dichloroéthane.
Le 1,1,2-TCA est un dépresseur du système nerveux central et l'inhalation de la vapeur de ce liquide peut causer des étourdissements, une somnolence, des maux de tête, des nausées, un essoufflement, une perte de conscience, ou le cancer[Lequel ?].

## Toxicologie
Le trichloroéthane peut être nocif par inhalation, ingestion ou contact avec la peau. Il est un irritant de respiration et des yeux,.